# Durs Grünbein
Durs Grünbein (Dresde, 9 de octubre de 1962) es un poeta y ensayista alemán. En 2002 obtuvo el premio Tomas Tranströmer de poesía.

## Biografía
Testigo del final de la RDA, fue laureado con el premio Georg Büchner en 1995. Su poesía, de la que se editó una antología en la Alemania Occidental en 1988 con el título de «Zona gris, la mañana» en la editorial Schädelbasislexikon (1991), « feliz necrológica » de la RDA, hasta los ciclos « transhistóricos » de «Después de las sátiras» (1999), adopta un tono docto o paródico del idiolecto mediático.
En sus ensayos renuncia a toda construcción de sentido universalista y da pasos seguros hacia un nuevo «neuroromanticismo» en el que busca reconciliar la poesía con las ciencias naturales.
Traducido al francés por Nicolas Grenier y Jean-Yves Masson y al italiano por Anna Maria Carpi.
Es miembro de la Academia de los artes de Berlín desde 1999.

## Obras

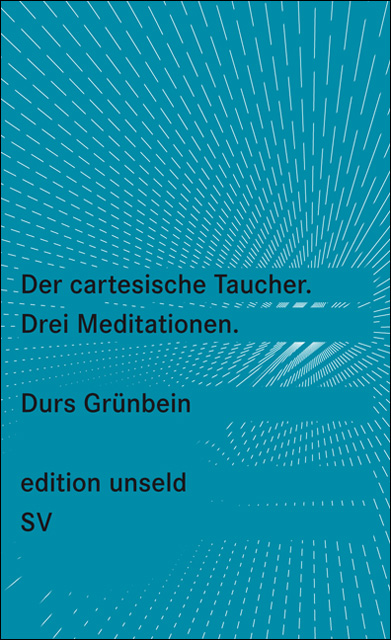
Portada de su libro Der cartesische Taucher (2008).

### Poesía
- Grauzone morgens (1988), ISBN 3-518-13330-6
- Schädelbasislektion (1991), ISBN 3-518-40375-3
- Falten und Fallen (1994), ISBN 3-518-40570-5
- Den teuren Toten (1994), ISBN 3-518-40629-9
- Nach den Satiren (1999), ISBN 3-518-41028-8
- Erklärte Nacht (2002), ISBN 3-518-41305-8
- Vom Schnee oder Descartes in Deutschland (2003), ISBN 3-518-41455-0
- An Seneca. Postskriptum. Die Kürze des Lebens (2004)
- Der Misanthrop auf Capri (2005), ISBN 3-518-22394-1
- Porzellan. Poem vom Untergang meiner Stadt (2005), ISBN 3-518-41722-3
- Strophen für Übermorgen (2007), ISBN 3-518-41908-0
- Liebesgedichte (2008)
- Lob des Taifuns. Reisetagebücher in Haikus (2008)
- Der cartesische Taucher. Drei Meditationen. Suhrkamp Verlag, Frankfurt am Main 2008, ISBN 978-3-518-26007-4.
- Libellen in Liberia. Gedichte und Berichte (2010)
- Aroma  (2010), ISBN 9783518421673
- Koloss im Nebel (2012 ), ISBN 9783518423165
- Cyrano oder Die Rückkehr vom Mond. Suhrkamp Verlag, Berlin 2014, ISBN 978-3-518-42415-5
- Die Jahre im Zoo. Ein Kaleidoskop. Suhrkamp Verlag, Berlin 2015, ISBN 978-3-518-42491-9
- Zündkerzen. Gedichte. Suhrkamp Verlag, Berlin 2017, ISBN 978-3-518-42753-8
- Oper. Libretti. Suhrkamp Verlag, Berlin 2018

### Prosa
- Galilei vermisst Dantes Hölle und bleibt an den Maßen hängen. Aufsätze 1989–1995 (1996), ISBN 3-518-40758-9
- Das erste Jahr. Berliner Aufzeichnungen (2001), ISBN 3-518-41277-9
- Warum schriftlos leben. Aufsätze (2003), ISBN 3-518-12435-8
- Antike Dispositionen (2005)
- Die Bars von Atlantis. Eine Erkundigung in vierzehn Tauchgängen (2009), ISBN 3-518-12598-2